# Рудолф фон Марона-Редвиц
Рудолф фон Марона-Редвиц (на немски: Rudolf von Marogna-Redwitz) е германски полковник от Вермахта, участвал в опита за убийство на фюрера Адолф Хитлер от 20 юли 1944 г.

## Биография
Роден в Мюнхен, Рудолф фон Марога-Редвиц завършва обучението си за офицер в германската имперска армия. Първоначално работи в наследствена организация на военното контраразузнаване след Първата световна война.
През 1920-те години той се запознава с Клаус фон Щауфенберг в Райхсвер в Бамберг.
През 1935 г. той е прехвърлен в Абвера на Вилхелм Канарис и е изпратен във Виена през 1938 г., където е началник на контраразузнавателната служба. Той си сътрудничи с католически-консервативни части на съпротивата в Австрия. След като Канарис е освободен от длъжност в началото на 1944 г., Марона-Редвиц е прехвърлен в Главно командване на войските в Берлин по инициатива на Фридрих Олбрихт.
Той е в тесен кръг с братята Клаус фон Щауфенберг и Бертолд фон Щауфенберг и е нарочен за офицер за връзка във Виена за заговора от 20 юли.
На 20 юли 1944 г. във Виена той се свързва с австрийските политици Карл Зайц и Йозеф Райтер и предприема действия срещу местните нацисти, но скоро е арестуван от Гестапо, осъден на смърт от Народна съдебна палата на 12 октомври 1944 г. и обесен в затвора Пльоцензе в Берлин същия ден.
Марона-Редвиц е женен за Анна фон Арко-Цинеберг и има дъщеря и двама сина.